# Triton (groupe musical)
Pour les articles homonymes, voir Triton.
Triton, « société de musique contemporaine », est un groupe musical et une société de concerts français de l'entre-deux-guerres fondé en 1932 à Paris par le compositeur français Pierre-Octave Ferroud et dissous en 1939. L'objectif premier du groupe est de soutenir la création musicale dans le domaine de la musique de chambre.

## Historique

### Genèse
Un groupe de relations se forment au sein des jeunes musiciens parisiens dès les années 1920, provenant de milieux assez modestes et nécessitant leur propre réseau. On y retrouve des compositeurs français tels qu'Olivier Messiaen et Jean Rivier, qu'il rencontre lors des cours de musique de Georges Caussade. Par ailleurs, c'est à cette période qu'il commence à côtoyer Henry Barraud, lui-même connaissance de Pierre-Octave Ferroud, qu'il rencontre chez Florent Schmitt. Ce réseau naissant de jeunes compositeurs, au sein des salons d'intellectuels et musiciens parisiens, est la base sur lequel le groupe se forme quelques années plus tard.  
Au même moment, une société est fondée en réaction au Groupe des Six : La Sérénade, par Yvonne Giraud de Casa Fuerte, dont le premier concert a lieu en décembre 1931. L'objectif de ce groupe est d'offrir de la musique plaisante à écouter pour les soirées mondaines. 

### Développement
Triton est créé également en réaction à celui-ci en 1932 à Paris par Pierre-Octave Ferroud,, et le premier concert du groupe se déroule le 16 décembre 1932. Le groupe est davantage une structure d'organisations de concerts, une société de musique, plutôt qu'une école théorique en tant que telle, au regard de la diversité des profils composant ses membres. Le nom provient d'Henri Tomasi, membre important du groupe, dont le triple sens plaît : divinité de la mer, intervalle musicale considérée comme diabolique au Moyen Âge et enfin une sorte de salamandres. 
L'objectif annoncé est de soutenir et renforcer la création musicale dans le domaine de la musique de chambre, tout en permettant une meilleure circulation de la musique savante française dans et entre les pays, afin d'exporter la musique des compositeurs français. La société donne « au paysage musical parisien une physionomie extrêmement originale et a contribué à la formation d'une génération de compositeurs, d'auditeurs et même de critiques musicaux ».

En 1935, le groupe publie une liste désignant un comité actif avec le programme de la saison. La liste complète des musiciens sur celle-ci comprend surtout des compositeurs français mais également certains étrangers résidant en France : Henry Barraud, Marcel Delannoy, Claude Delvincourt, Pierre-Octave Ferroud, Jean Françaix, Tibor Harsanyi, Arthur Honegger, Jacques Ibert, Filip Lazăr, Igor Markevitch, Bohuslav Martinů, Marcel Mihalovici, Darius Milhaud, Gustavo Pittaluga, Francis Poulenc, Serge Prokofiev, Jean Rivier et Henri Tomasi. Le comité d'honneur comprend quant à lui les compositeurs Arnold Schönberg, Igor Stravinsky, Richard Strauss, Béla Bartok ou encore Maurice Ravel.
« Triton » est jeune. Il est vivant. Il organise, nous l'avons dit, de remarquables séances de musique de chambre, les seules où l'on puisse entendre quelques ainés, Schoenberg, Bartock. Il comprend dans ses rangs des artistes sincères et parfaitement sympathiques. Nous aimerions pouvoir dire qu'il nous apporte le souffle neuf que l'on a cru si souvent déceler dans la musique d'après-guerre, pour s'apercevoir bientôt que ce n'était que la brise accoutumée, faisant tourner les girouettes de la mode et de la critique.
À la mort de Pierre-Octave Ferroud en 1936, Henry Barraud et Henri Tomasi deviendront les nouveaux piliers du groupe, et le premier reprend sa direction à partir de ce moment, avec Filip Lazăr, Emmanuel Bondeville et Jean Rivier. Durant son activité, le groupe créera de nombreuses pièces de ses propres membres. 
Le groupe cesse son activité en 1939 après un dernier concert le 8 mai de cette année après avoir effectué un total de cinquante-cinq concerts et environ trois-cent cinquante œuvres jouées.

## Répertoire
Triton défend une approche néoclassique de la musique, privilégiant un langage musical harmonique classique et s'éloignant des recherches du tournant du XXe siècle tels que les musiques impressionniste ou symboliste. Le groupe privilégie les compositions de ses membres, en faisant une belle place au Groupe des Six. En revanche, en termes de musique atonale viennoise, le groupe joue seulement les œuvres suivantes : Pierrot lunaire d’Arnold Schönberg, la Suite lyrique d’Alban Berg et le Quatuor op. 22 d’Anton Webern.
Le groupe joue également régulièrement pour le début de la musique diffusée à la radio, pratique qui se développe dans les années 1930.

## Sources